# Ischnomantis
Ischnomantis es un género de mantodeos perteneciente a la familia Mantidae. Es originario de África.

## Especies
Comprende las siguientes especies:
- Ischnomantis aethiopica
- Ischnomantis fasciata
- Ischnomantis fatiloqua
- Ischnomantis flavescens
- Ischnomantis gigas
- Ischnomantis gracilis
- Ischnomantis media
- Ischnomantis perfida
- Ischnomantis spinigera
- Ischnomantis usambarica
- Ischnomantis werneri